# Бардо (Туніс)
Бардо (араб. باردو) — місто в Тунісі. Входить до складу вілаєту Туніс. Станом на 2004 рік тут проживало 22 240 осіб.